# Kommentarsfält

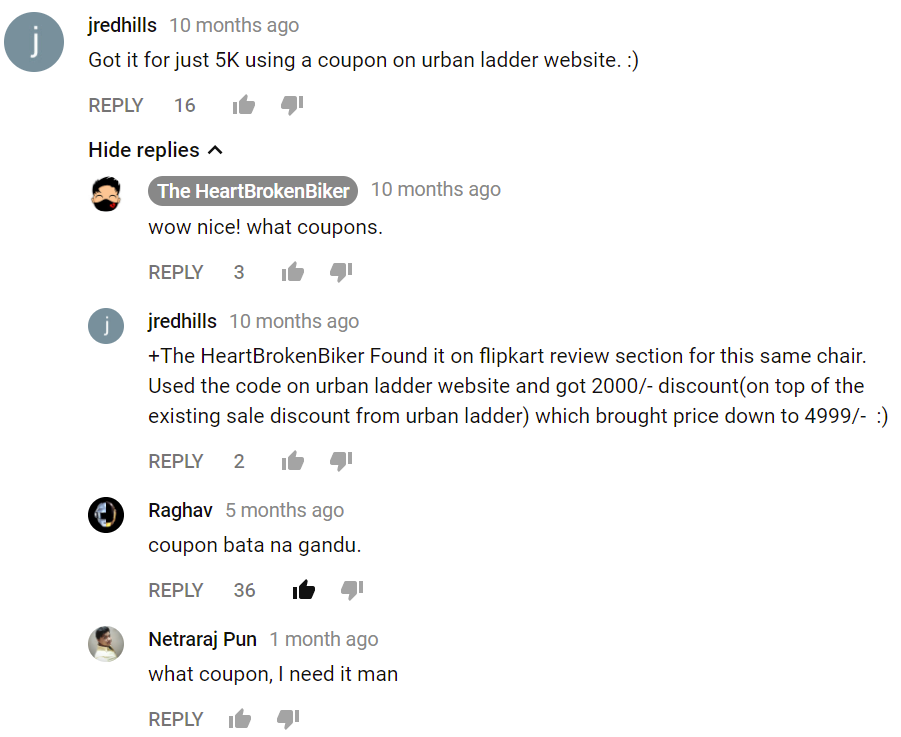
Ett kommentarsfält.

Kommentarsfält är det utrymme i anslutning till en text eller mediaklipp där åskådaren har möjlighet att kommentera innehållet och bemöta andras kommentarer. Från 2010-talet och framåt är det är det främst sociala medier som tillhandahåller kommentarsfält, och vanligen krävs någon form av registrering eller inloggning för att kunna lämna kommentarer. Kommentarerna är ofta synliga för alla besökare. Tidigare erbjöd många tidningar, radio- och TV-kanaler kommentarsfält, men flera stängde kommentarsfälten permanent eller temporärt på grund av hat, hot och trakasserier

## Internationella webbplatser
Internetcommunityn bygger på interaktivitet och kommentarsfunktionen är bärande på det sociala nätverket Facebook. Videocommunityt Youtube har möjlighet till textkommentarer men denna går också att stänga av.

## Svenska massmediers webbplatser
De flesta nationella tidningars kommentarsfält i Sverige, TV4 och Sveriges Radio modereras 2012 av företaget Interaktiv Säkerhet.
Flera svenska kommentarsfält byggde på plattformsleverantören Disqus. Så användes Disqus bland annat av Svenska Dagbladet och av alternativsajten Avpixlat, sedermera Samhällsnytt. De sistnämnda använder fortfarande Disqus.
I samband med Terrorattentaten i Norge 2011 valde flera mediebolag att under hösten, med hänvisning till näthatet, avskaffa möjligheten att anonymt kommentera innehållet på sitt material. Sveriges Radio behöll möjligheten med motiveringen att möjligheten att vara anonym "är en grundbult i den fria åsiktsbildningen." Även många tidningar fortsatte att erbjuda kommenteringsmöjligheter men år 2015 blossade debatten om kommentarsfält upp på nytt. År 2015-2016 beslutade flera tidningar i Mittmedia-koncernen att sluta med sina kommentarsfält på grund av svårigheter att hålla en hög nivå på debatten.
DN återinförde kommentarsmöjligheterna i augusti 2017 med hjälp av en plattform som Malmö-företaget Ifrågasätt har utvecklat. Tjänsten medgav användning av alias, men DN valde att begränsa användningen till riktigt namn. Som inloggad gick det att kommentera de flesta artiklar på sajten. Den 30 januari 2023 stängde DN sitt kommentarsfält. Även Barometern, Borås Tidning, Dagens Industri, Norran, NWT, Skånska Dagbladet, Norra Skåne och Kvartal använder Ifrågasätts kommentarslösning. I februari 2018 meddelade Svenska Dagbladet att de skulle återinföra kommentarsfält med ett kommentarssystem som utvecklats av Schibstedkoncernen. Den 29 juni 2018 rapporterade Medievärlden att även Göteborgs-Posten ska införa Ifrågasätts kommentarslösning.[uppföljning saknas]